# Vòng xoáy tình yêu
Vòng xoáy tình yêu là một bộ phim truyền hình được thực hiện bởi Đài Truyền hình Thành phố Hồ Chí Minh cùng Công ty cổ phần truyền thông đa phương tiện Lasta, do Vũ Trường Khoa và Trần Quang Đại làm đạo diễn. Phim được mua kịch bản chuyển thể từ bộ phim truyền hình Mia Jum Pen của Thái Lan năm 2001. Phim phát sóng vào lúc 21h00 từ thứ 5 đến Chủ Nhật hàng tuần bắt đầu từ ngày 19 tháng 5 năm 2005 và kết thúc vào ngày 15 tháng 7 năm 2005 trên kênh HTV7.

## Bối cảnh
Từ trước năm 2005, nhiều đài truyền hình lớn nhỏ trong cả nước đã có sự bùng nổ về phim ngoại, với thời lượng dành cho các bộ phim nước ngoài chiếm sóng hầu hết khung giờ thu hút nhiều người xem trên truyền hình. Hiện tượng này đã vô tình tác động tới cảm nhận và thị hiếu của khán giả Việt Nam đương thời. Số phim trong nước thời điểm này tuy vẫn được sản xuất và phát sóng đều đặn nhưng không đủ để cạnh tranh với phim ngoại và luôn bị xếp vào những khung giờ có ít người xem để đảm bảo nguồn thu cho nhà đài ở các giờ nhiều người xem bằng việc chiếu phim nước khác. Nhiều hội thảo toàn quốc ngành truyền hình đã được tổ chức sau đó để tìm cách giải quyết vấn đề này, trong đó có Hội nghị phát thanh truyền hình tổ chức vào tháng 9 năm 2004. Đài Truyền hình Thành phố Hồ Chí Minh sau cùng đã quyết định trở thành nhà đài tiên phong, tạo điều kiện cho hãng phim TFS sản xuất phim để phát trên sóng truyền hình theo phong cách xã hội hóa, cũng như chấp nhận giảm thời lượng chiếu phim ngoại để tăng thời lượng cho phim Việt Nam.
Vào năm 2005, Công ty Latsa đã ký hợp đồng hợp tác với HTV triển khai khung giờ "Giờ vàng cho phim Việt" theo chủ trương xã hội hóa phim truyền hình của nhà nước, với sự hỗ trợ của Tập đoàn Katana, Thái Lan trong việc sản xuất và nguồn cung kịch bản phim.

## Nội dung
Vòng xoáy tình yêu kể về câu chuyện tình cổ tích giữa Khiêm (Cao Minh Đạt), một chàng công tử đẹp trai, giàu có và Na (Thanh Thúy), một cô gái nghèo, hiền lành và nết na. Bắt đầu từ lời hứa hôn ước giữa cha mẹ hai bên, Khiêm sau đó đã buộc phải cưới Liễu (Như Phúc), dù cô đang có bạn trai tên Vũ (Đức Tiến). Thế nhưng, Khiêm không ngờ Liễu mà anh cưới lại bị tráo thành Na, cháu gái của Bà Kim (Kim Xuân). Vốn là người ngoan ngoãn và đảm đang, Na sớm đã chiếm được cảm tình của Khiêm. Nhưng mẹ Khiêm lại muốn anh lấy Nga (Minh Thảo), cô bạn gái của Khiêm trước đó, trong khi mẹ con Kim – Liễu cũng tìm mọi cách giành lại Khiêm khi biết gia đình anh giàu có, bên cạnh đó là cô Đào (Lý Thanh Thảo) y tá của gia đình Khiêm, cũng yêu Khiêm và muốn tranh giành với Na, nên đã cùng Nga bày ra nhiều âm mưu để chia rẽ hai người...

## Diễn viên
- Cao Minh Đạt trong vai Khiêm
- Thanh Thúy trong vai Na
- Như Phúc trong vai Liễu
- Kim Xuân trong vai Bà Kim
- Thanh Vy trong vai Bà Cúc
- Đức Tiến trong vai Vũ
- Lý Thanh Thảo trong vai Đào
- Trung Châu trong vai Ông Trọng
- Quách Bửu Sang trong vai Yến Nhi
- Ánh Nguyên trong vai Lành
- Thành Nam trong vai Cường lái xe
- Minh Thảo trong vai Nga
- Tấn Phát trong vai Quốc
- Thụy Vũ trong vai Lài
- Phương Nhi trong vai Mừng
- Quỳnh Trang trong vai Bưởi
- Lâm Vỹ Dạ trong vai Y tá Hồng
- Thanh Nguyệt trong vai Bà Năm
- Tấn Hưng trong vai Tuấn
- Phương Bằng trong vai Ba đen
- Nhất Tuấn trong vai Bác sĩ Hoàng
- Quang Minh trong vai Mạnh
- Tuấn Hải trong vai Sơn gấu
- Định Tường trong vai Bảy Thẹo
- Huỳnh Ngọc Lan vai Bà Lan

Cùng một số diễn viên khác....

## Ca khúc trong phim
Bài hát trong phim là ca khúc cùng tên phim do Trương Quý Hải sáng tác và Khánh Linh trình bày.

## Sản xuất và phát sóng
Bộ phim do Vũ Trường Khoa và Trần Quang Đại cầm trịch đạo diễn. Phó đạo diễn của bộ phim là Nguyễn Trọng Hải. Nhà văn Nguyễn Thị Thu Huệ đảm nhận biên tập phim; bà cũng là biên tập chính về mặt kịch bản cho chương trình "Phim Việt cuối tuần" thuộc khung giờ "Giờ vàng cho phim Việt". Kịch bản phim được chuyển thể từ bộ phim Mia Jum Pen của Thái Lan, với phần Việt hoá thực hiện bởi nhóm kịch bản công ty Latsa; được coi là nguồn gốc cho sự ra đời của công nghệ viết kịch bản theo nhóm tại Việt Nam. Bộ phim sản xuất theo kỹ thuật thu tiếng trực tiếp thay vì lồng tiếng tại phòng thu. Thời gian để hoàn thiện một tập phim chỉ mất ba ngày và có kinh phí khoảng 150 triệu đến 200 triệu đồng mỗi tập.
Bộ phim đánh dấu sự tái hợp của hai diễn viên chính Cao Minh Đạt và Thanh Thuý, sau khi cùng góp mặt trong tác phẩm trước đó là Blouse trắng. Đây cũng là phim hiếm hoi mà Kim Xuân tham gia vào vai phản diện. Tác phẩm còn là khởi đầu cho sự nghiệp diễn xuất của người mẫu Đức Tiến, người từng lọt vào Top 10 cuộc thi Siêu mẫu Việt Nam 2002 và diễn viên Lâm Vỹ Dạ.
Vòng xoáy tình yêu đã phát sóng tập đầu tiên vào ngày 19 tháng 5 năm 2005, là bộ phim mở màn khung giờ vàng "Phim Việt cuối tuần" lúc 21h00 từ thứ 5 đến Chủ Nhật hàng tuần trên kênh HTV7. Tập cuối cùng của phim lên sóng ngày 15 tháng 7 cùng năm.

## Đón nhận
Bộ phim ngay sau khi phát sóng đã nhanh chóng tạo nên "cơn sốt" với lượng người xem và theo dõi phim tăng đột biến; có tập chỉ số người xem lên đến 57%. Đây là điều chưa từng có đối với các bộ phim phát trên HTV và VTV. Tác phẩm cũng được cho là khởi nguồn của dòng phim giải trí thuần túy trên thị trường. Hai diễn viên Cao Minh Đạt và Thanh Thúy đã trở nên nổi tiếng và được coi là "kim đồng ngọc nữ" trên màn ảnh, cặp đôi cũng được bình chọn làm Cặp đôi được yêu thích nhất 2005 và tiếp tục cùng đóng chính trong nhiều bộ phim sau đó. Diễn viên Thanh Thúy còn ngay lập tức nhận ba vai chính trong các vở kịch tại Sân khấu kịch Phú Nhuận sau thành công của Vòng xoáy tình yêu. Không chỉ được coi là bàn đạp cho sự nghiệp của diễn viên Như Phúc, vai diễn trong bộ phim đã giúp người mẫu Đức Tiến chuyển hướng sang đóng vai chính của nhiều bộ truyền hình. Vai của Kim Xuân trong phim cũng giúp bà nhận được sự quan tâm đặc biệt từ đông đảo khán giả, đến mức khi bà vào vai người mẹ Việt Nam anh hùng trong bộ phim Tiếng chuông trôi trên sông, thời điểm đi quay ở Bến Tre, nhiều người dân địa phương đã đến trường quay để xem tận mắt và bày tỏ sự phản đối vì cho rằng bà "quá ác" để vào một vai như vậy.
Tuy nhiên, phim vẫn nhận về những ý kiến trái chiều từ người xem, trong đó số ý kiến chê chiếm phần hơn vì cho rằng kịch bản phim "xa rời thực tế", tình tiết "nhiều điểm phi lý đến mức... khó có thể chấp nhận", còn cách xây dựng nhân vật chính Na trong phim thì "quá cứng nhắc [...] một cách khiên cưỡng". Bộ phim cũng bị phàn nàn vì việc lạm dụng quảng cáo, "cứ hơn 10 phút lại quảng cáo một lần". Một số người đã tự trao cho Vòng xoáy tình yêu giải "Trái cóc xanh" của năm 2005. Dù vậy, tác phẩm vẫn ghi nhận có lượng người theo dõi cao hơn qua từng tập và trở nên phổ biến chủ yếu với tầng lớp khán giả phổ thông và nội trợ. Sự "nghịch lý" từ bộ phim đã được giải thích theo hai lý do, trong đó phim được chiếu ở khung giờ có nhiều người xem nhất và cách thắt mở nội dung ở cuối mỗi tập phim tạo nên sự tò mò cho người xem.
Bài đánh giá của Người lao động đã gọi bộ phim là "không xứng với giờ vàng" vì "[nội dung] thiếu logic", "tính cách [nhân vật] một chiều", âm thanh "dở" cùng diễn xuất của Cao Minh Đạt là "quá cứng nhắc [...] chẳng khác đang trả bài", tuy nhiên vẫn chỉ ra ưu điểm của Vòng xoáy tình yêu khi dàn diễn viên phụ diễn xuất "ngọt" và hợp vai, thậm chí còn làm chuyển hướng quan tâm của khán giả vào tuyến vai phụ này. Phần nhạc phim cũng giúp "thổi hồn" vào bộ phim, được đánh giá là "lâu lắm rồi phim truyền hình mới có một ca khúc trong phim hay như thế". Viết cho tờ Công an nhân dân, cây bút Phan Thiên Hà nhận định tác phẩm mở màn cho giờ vàng phim Việt đã thành công vì nội dung không đi vào lối mòn của những bộ phim Việt được sản xuất trước đó, cùng với đó là nội dung phim đơn giản, tiết tấu nhanh, thông điệp giản dị và cách dẫn chuyện "bình dân" với diễn xuất của các diễn viên gạo cội trong phim "rất thành công". Báo Tuổi Trẻ ngoài điểm lại những thiếu sót trong khâu kịch bản cũng lưu ý rằng những điều này chỉ xảy ra trong vài tập đầu phim, còn những tập sau đã trở nên dễ xem hơn và nhận về nhiều phản ứng tốt từ khán giả.